# Messaggi cifrati di Ricky McCormick
I messaggi cifrati di Ricky McCormick sono due documenti scritti a mano in un codice sconosciuto e trovati nelle tasche del corpo, ormai decomposto al momento del ritrovamento, di Ricky McCormick, un disoccupato statunitense vittima di omicidio. Il ritrovamento avvenne il 30 giugno 1999 in un campo di grano vicino alla Route 367 nei pressi di West Altona nella contea di Saint Charles in Missouri. Il delitto è rimasto senza movente e inoltre sconosciute sono le modalità dell'uccisione. I tentativi finora effettuati dai reparti specializzati dell'FBI e dall'American Cryptogram Association per decifrare il codice scritto sui due foglietti, che sono elencati come top unsolved case dall'FBI, sono falliti. Le note potrebbero infatti essere di estrema importanza per individuare il movente e la dinamica dell'omicidio. Nel 2011 l'FBI ha lanciato un appello a chiunque possa dare una mano a decriptare i messaggi cifrati attraverso una pagina web, dove gente comune può fornire commenti e teorie in merito.

## Storia
Al momento del ritrovamento del cadavere nessuno pensò a un omicidio, infatti non ci fu alcun sospetto che qualcuno avesse un motivo per uccidere McCormick. Da rilevare altresì che nessuno ne denunciò la scomparsa. Inoltre i giornali del 1999 non riportarono nulla al riguardo dei messaggi cifrati, che non furono svelati fino a 12 anni dopo, quando l'FBI classificò la morte come omicidio e pubblicò un avviso con la richiesta d'aiuto sul portale del sito web ufficiale. Gli investigatori ritengono che le note nelle tasche dei pantaloni di McCormick furono scritte fino a tre giorni prima della sua morte. Le due note sono scritte in un codice sconosciuto composto da "un guazzabuglio di lettere e numeri a volte anticipati da parentesi" e sono ritenute dall'FBI rilevanti per ricondurre eventualmente ai responsabili dell'uccisione. McCormick era solito usare le note criptate da quando era ragazzo, ma a quanto pare nessuno nella sua famiglia fu mai in grado di decifrarne il codice.